# Dưa Tân Hưng

Nông dân Tân Hưng đang thu hoạch dưa

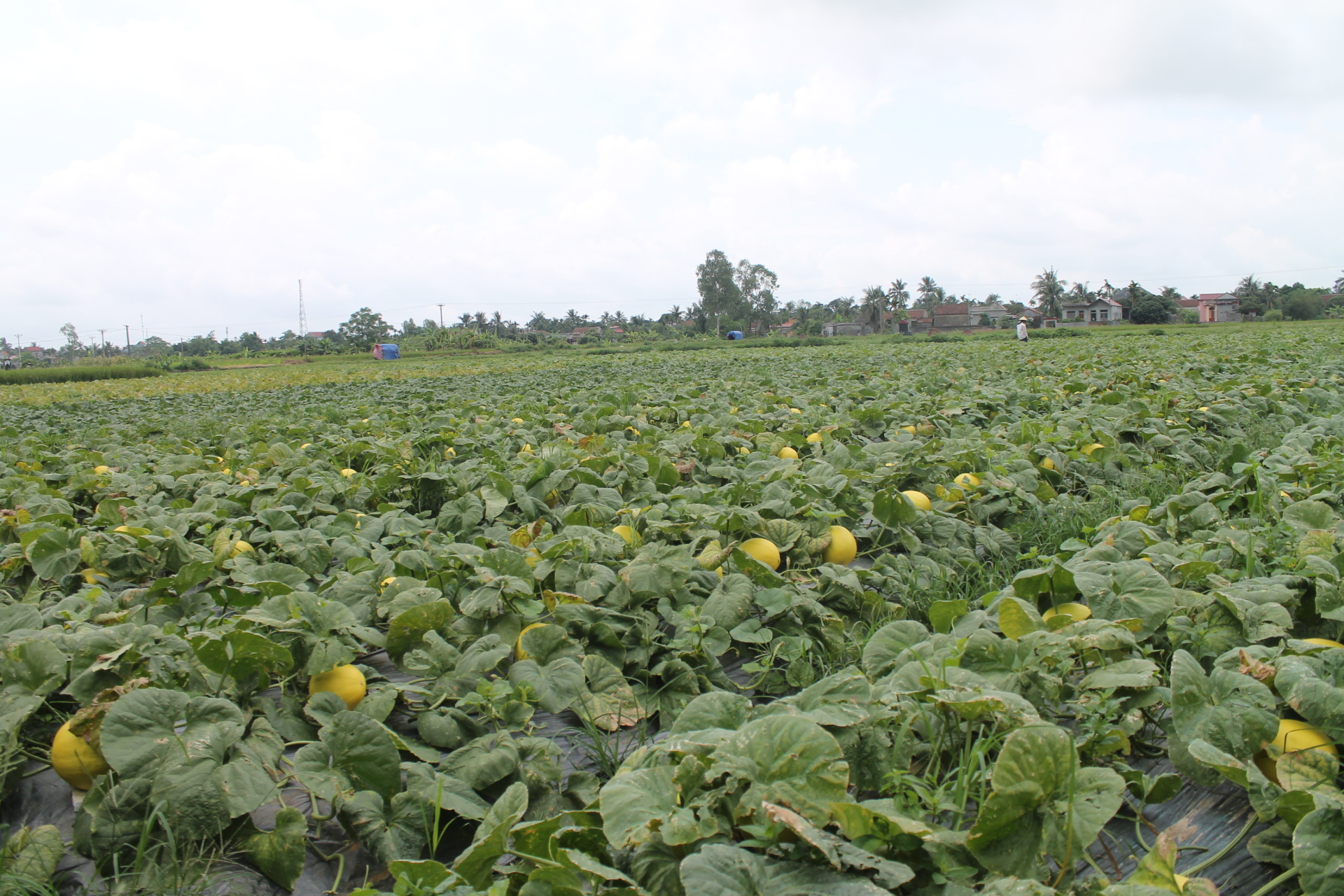
Vùng sản xuất dưa tại Tân Hưng

Dưa Tân Hưng là một nhãn hiệu sản phẩm của vùng trồng dưa tại xã Tân Hưng, huyện Vĩnh Bảo, thành phố Hải Phòng.
Năm 2016, Tân Hưng được đánh giá là địa phương dẫn đầu toàn miền Bắc trong trồng đại trà dưa kim cô nương, kim hoàng hậu (gọi chung là dưa vàng).
Vùng sản xuất dưa có diện tích 60 ha ở vụ xuân hè, và 40ha ở vụ hè thu; trong đó, có 10ha sản xuất theo tiêu chuẩn VietGAP. Sản lượng hàng năm 1.800 – 2.000 tấn dưa.
Năng suất dưa vàng đạt 700 – 800 kg/sào. Một năm trồng 2 vụ dưa, cho thu nhập trên 50 triệu đồng.
Trái dưa tại Tân Hưng có hình tròn hơi oval, vỏ trơn khi chín màu vàng kim, trọng lượng 1,7-2,5 kg/quả; thịt trái màu vàng cam, ăn giòn, ngọt lịm, thơm; vỏ dưa cứng dễ vận chuyển xa; sau thu hoạch để ở nơi khô ráo, thoáng mát bảo quản được khoảng 30 ngày; khi càng để lâu thì vỏ càng vàng đậm, dưa càng ngọt.